# Barbet
El Barbet es una raza francesa de perro de aguas de mediano tamaño.

## Apariencia
El estándar de la raza mide entre 58 y 65 cm para el macho; y 52 a 61 cm para la hembra y un peso de entre 17 y 28 kg . El barbet es el prototipo de perro de agua con pelo lanoso, largo y rizado. Los colores aceptados por la FCI son negro puro, marrón, cervato, cervato claro y gris.

## Temperamento
La personalidad del barbet es de acompañamiento, alegre, salado, obediente e inteligente. Son rápidos aprendiendo y necesitan entrenamiento para obedecer. Son muy amables con niños, familias y personas mayores. Son buenos perros cobradores para la caza en zonas pantanosas.